# Zapol-Gletscher
Der Zapol-Gletscher ist ein steiler Talgletscher im westantarktischen Ellsworthland. Er fließt am Westhang des Vinson-Massivs zwischen dem Tułaczyk-Gletscher und dem Donnellan-Gletscher in der Sentinel Range des Ellsworthgebirges in westlicher Richtung zum Nimitz-Gletscher.
Das Advisory Committee on Antarctic Names benannte ihn 2006 nach dem US-amerikanischen Anästhesisten Warren M. Zapol (* 1942), der seit den 1970er Jahren unweit des McMurdo-Sunds anhand von Studien zum Tauchverhalten von Weddellrobben und deren Sauerstoffhaushalt nach den Ursachen für den plötzlichen Kindstod forschte.